# بلبل أصفر الأذن
بلبل أصفر الأذن (الاسم العلمي: Pycnonotus penicillatus) (بالإنجليزية: Yellow-eared Bulbul)‏ هو نوع من الطيور يتبع جنس البلبل من فصيلة البلابل.